# Kogho (departamento)
Kogho é um departamento ou comuna da província de Ganzourgou no Burkina Faso. A sua capital é a cidade de Kogho.
Em 1 de julho de 2018 tinha uma população estimada em 21685 habitantes.